# Liste des comtes de Bigorre

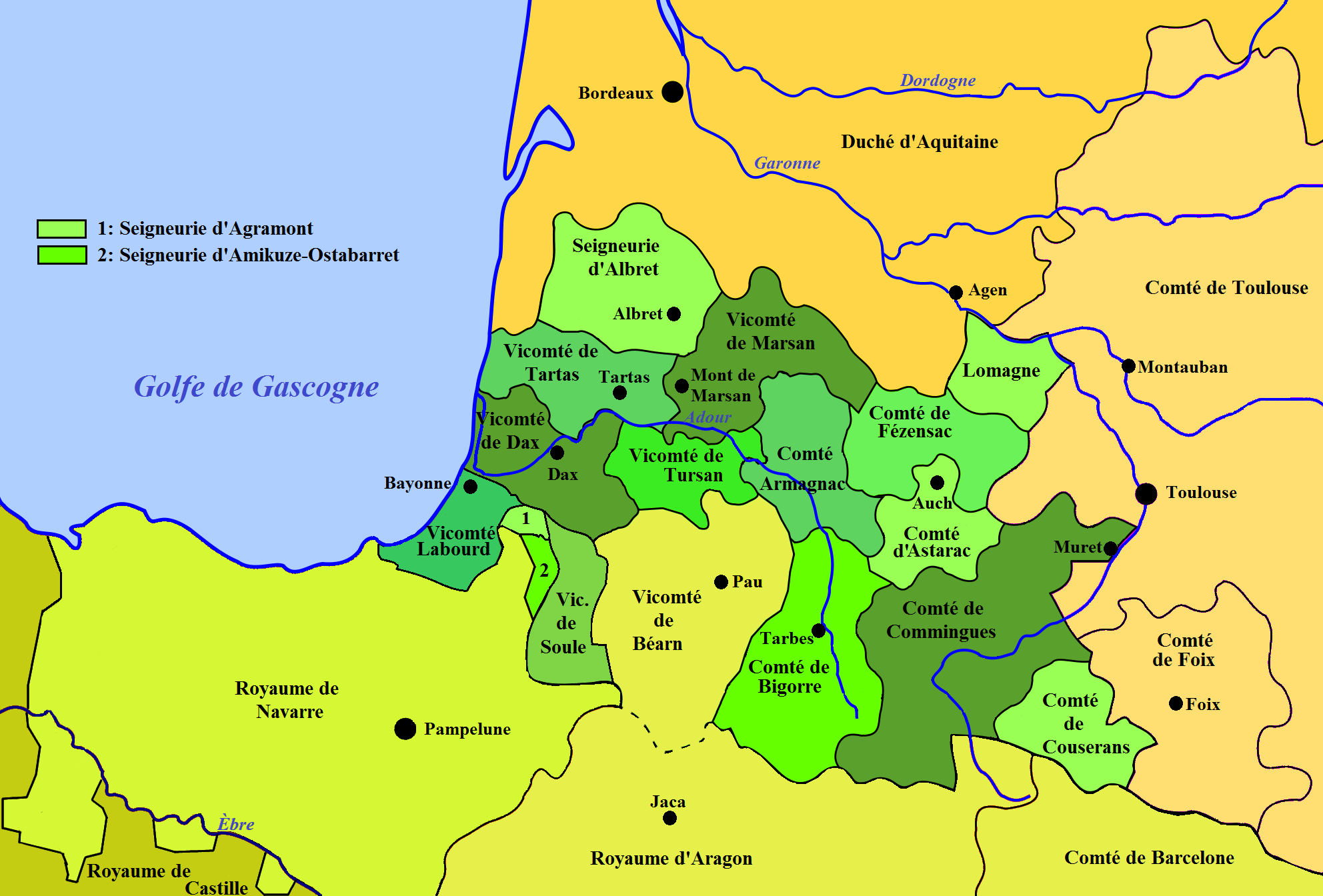
Situation du comté de Bigorre dans le duché de Vasconie.

Armes des comtes de Bigorre : d'or aux deux lions léopardés de gueules, armés et lampassés d'azur, passant l'un sur l'autre.

Cette page dresse une liste présentant les comtes de Bigorre, possesseurs du comté de Bigorre, au cours de l'Histoire de France.

## Constitution du comté de Bigorre
Les premiers comtes de Bigorre auraient pu être connus par la charte d'Alaon, document qui s'est révélé être un faux notoire datant en fait du XVIIe siècle. Cette charte fait référence à une autre, celle de Charles le Chauve, roi de France, datée du 30 janvier 845, qui serait le plus ancien texte mentionnant le comté de Bigorre, dont le bénéficiaire est le comte Donat-Loup. Il semble que ce comte Donat-Loup soit plus jeune d'une génération. Si cette charte a réellement existé, elle parle d'un Charles roi des Francs et empereur, il faudrait alors considérer qu'il s'agisse plutôt de Charles le Gros.
La charte d'Alaon tentait de montrer que les premiers comtes de Bigorre descendaient en lignée masculine des ducs d’Aquitaine et des rois mérovingiens, mais cette prétention apparaît fantaisiste.
Il est plus vraisemblable de rattacher les premiers comtes de Bigorre aux ducs de Vasconie, également ancêtres probables du roi de Pampelune et des comtes d'Aragon.
Ces derniers ont en tout cas privilégié depuis le IXe siècle des mariages avec les comtes de Foix, de Bigorre, les vicomtes de Béarn et les ducs de Vasconie.
La première attestation pour un comte de Bigorre remonte à 945. On mentionne alors Raymond Ier Dat.

## Les comtes

### Maison de Bigorre
avant 907 : Donat Loup, arrière-petit-fils probable de Loup Centulle, comte de Vasconie
marié à Faquilo, fille de Mansio
en 907 : Dat Donat et Loup Donat, deux fils du précédent. Loup Donat est l'ancêtre plausible des vicomtes de Lavedan
???-956 : Raymond Ier Dat († 956), fils probable de Dat Donat et certain de Lupa Sanchez de Navarre,
marié à Gersende ou Faquilène d’Astarac, fille d’Arnaud Ier comte d’Astarac, sœur d'Arnaud II, et veuve d’Auréol d'Aure († vers 950). Auréol d'Aure était peut-être un parent proche voire un frère cadet du comte Ramon Dat (dans ce cas, Faquilène/Gersende aurait successivement épousé les deux frères) ; la Maison d'Aure a probablement donné les vicomtes de Labarthe, les vicomtes de Larboust, une des maisons des vicomtes d'Aster, et les ducs de Gramont.
956-1000 : Louis († 1000), fils du précédent,
1000-1025/1032 : Garcia Arnaud († 1025/1032), fils d’Arnaud de Bigorre, neveu du précédent.
marié à Richarde († 1046),
1025/1032-1032/1034 : Gersende, (v.986 † 1032/1034), fille du précédent,
mariée vers 1010 à Bernard-Roger (981 † 1037) comte de Foix

### Maison de Foix
1032/34-1037 : Bernard Ier Roger (981 † 1037) comte de Foix
marié à Gersende de Bigorre
1037-1077 : Bernard II (v. 1014 † 1077), fils du précédent
marié en premières noces à Clémence († 1062)
marié en secondes noces à Étiennette de Marseille, veuve de Geoffroy Ier, comte de Provence
1077-1080 : Raymond II († 1080), fils du précédent et de Clémence
1080-1095 : Béatrix Ire († 1095), fille de Bernard II et d'Étiennette de Marseille
Mariée en 1079 à Centulle V († 1090) vicomte de Béarn

### Maison de Béarn
1080-1090 : Centulle Ier († 1090) vicomte de Béarn (Centulle V)
marié en 1079 à Béatrix Ire († 1095)
1095-1113 : Bernard III († 1113), fils de Centulle V de Béarn et de Béatrix Ire de Bigorre.
marié vers 1110 à Anicelle de Fézensac, fille d’Astanove II, comte de Fezensac
1113-1129 : Centulle II († 1129), frère du précédent, fils de Centulle V de Béarn et de Béatrix Ire de Bigorre.
marié en premières noces
marié en secondes noces à Stéphanie de Barcelone, fille de Raimond-Bérenger III, comte de Barcelone et de Douce Ire, comtesse de Provence.
1129-ap.1148 : Béatrix II, († ap.1148), fille du précédent et de sa première épouse
mariée en 1118 à Pierre Ier († 1163), vicomte de Marsan

### Maison de Marsan
1129-1163 : Pierre Ier († 1163), vicomte de Marsan et comte de Bigorre
marié à Béatrix II de Bigorre
1163-1178 : Centulle III († 1178), fils des précédents
marié en 1155 à Matelle des Baux, veuve de Pierre II de Gabarret, vicomte de Béarn et fille de Raymond, seigneur des Baux et d'Etiennette de Gévaudan-Provence
1178-1194 : Stéphanie-Béatrix III, fille du précédent
mariée en premières noces à Pierre († avant 1180), vicomte de Dax
mariée en secondes noces en 1180 à Bernard IV († 1225) comte de Comminges et séparée en 1192.

### Maison de Comminges
1194-1251 : Pétronille de Comminges (1186 † 1251), fille de Bernard IV de Comminges et de Stéphanie de Bigorre
mariée :
1. le 1er juin 1195 avec Gaston VI, vicomte de Béarn (v. 1165 † 1215)
2. en 1215 avec Nuño Sanche d’Aragon, comte de Roussillon et de Cerdagne (contractée sans les dispenses requises, l'union est déclarée nulle en 1216)
3. le 13 novembre 1216 Guy de Montfort († 1220)
4. vers 1221 Aymar de Rançon († 1224)
5. en 1228 Boson de Matha († 1247), seigneur de Cognac

### Maison de Montfort
1251-1255 : Alix de Montfort, (1216 † 1255), fille de Guy de Montfort et de Pétronille de Bigorre
mariée en premières noces avec Jourdain de Chabanais
mariée en secondes noces en 1247 avec Raoul de Courtenay, seigneur de Champignelles

### Maison de Chabanais
1255-1283 : Eschivat de Chabanais († 1283), fils de Jourdain de Chabanais et d'Alix de Montfort
marié en 1256 à Agnès de Foix, fille de Roger IV, comte de Foix, et de Brunissende de Cardonne.
1283-1292 : Laure de Chabanais, († 1316), sœur du précédent
marié en premières noces avec Simon de Rochechouart, seigneur d'Avalles
marié en secondes noces en 1284 avec Raimond V, vicomte de Turenne

### Maison de Béarn
1283-1292 : Constance de Moncade († 1310), fille de Gaston VII de Béarn et de Mathe de Matha, fille de Pétronille.
1284-1290 : Le comté de Bigorre est placé sous séquestre du roi d'Angleterre.
1292 : Le comté de Bigorre est placé sous séquestre du roi de France.

## Succession du comté de Bigorre
Du temps d'Eschivat de Chabanais, le vicomte Gaston VII de Béarn revendique la Bigorre au nom de sa fille Constance de Moncade. Devant la menace Eschivat chercha l'appui de son oncle, le puissant Simon V de Montfort auquel il fit une donation de ses droits sur la Bigorre. Simon cherche alors à dépouiller Eschivat qui doit se retourner vers Gaston VII pour se maintenir. Après la mort de Simon, son héritier vend ses droits au roi Thibaut II de Navarre. Celui-ci tente en 1266 de se rendre maître du comté puis, à la suite d'une trêve, le litige est porté devant le Parlement de Paris. 
Eschivat se maintient cependant en Bigorre jusqu'à sa mort en 1283.
Laure, sœur et héritière d'Eschivat est alors promptement évincée de la succession par l'intervention de Gaston VII qui fait reconnaître sa fille Constance par les États de Bigorre.
Laure en appelle au roi d'Angleterre qui fait procéder au séquestre du comté en 1284 afin d'étudier le litige.
En 1290, un arrêt du Parlement de Paris confirme la suzeraineté de la Bigorre à l'Église du Puy et fait annuler le séquestre anglais. Constance reprend alors possession du comté.
Mais dès le 1er novembre 1292, à l'instigation de la reine Jeanne Ire, héritière de Thibaut II, un nouvel arrêt du Parlement de Paris ordonne le séquestre du comté par le roi de France jusqu'à résolution du litige sur le titulaire du comté de Bigorre. 
1314-1322 : Charles le Bel, dernier fils de Jeanne de Navarre est nommé comte de Bigorre malgré la situation de séquestre du territoire. Il devient roi de France en 1322.
Au traité de Brétigny (1360), le royaume de France doit céder le comté au royaume d'Angleterre. 
1369-1376 : Jean III de Grailly est nommé comte anglais de Bigorre pour mieux défendre ce territoire contre les avancées françaises. Tarbes, capitale du comté, est cependant reconquise dès 1370. En 1373 seul le château de Lourdes reste anglais. 
Il faudra attendre 1425 pour que le comté de Bigorre soit rendu à Jean Ier de Foix-Grailly, comte de Foix et vicomte de Béarn en tant qu'héritier direct de Constance de Moncade. Celui-ci avait obtenu en 1407 la capitulation des Anglais de Lourdes. Un arrêt du Parlement de Paris du 18 novembre 1425 lui assure la possession définitive du comté de Bigorre.
Le séquestre du comté a donc duré 133 ans.

## La restauration du comté

### Maison de Grailly
1425-1436 : Jean Ier, comte de Foix et Bigorre, vicomte de Béarn
marié en premières noces en 1402 à Jeanne de Navarre (1386 † 1413), fille de Charles III, roi de Navarre, et d'Éléonore de Castille
marié en secondes noces en 1422 à Jeanne d'Albret (1403 † 1435), fille de Charles Ier, sire d’Albret, et de Marie de Sully
marié en troisièmes noces en 1435 à Jeanne d’Urgell (1415 † 1445), fille de Jacques II, comte d’Urgell, et d’Isabelle d'Aragon
1436-1472 : Gaston Ier (1425 † 1472), fils du précédent et de Jeanne d’Albret
marié en 1436 à Éléonore Ire de Navarre, reine de Navarre (1425 † 1479)
1472-1483 : François Fébus (1466 † 1483), petit-fils du précédent, fils de Gaston de Foix, prince de Viane, et de Madeleine de France
1483-1517 : Catherine (1470 † 1517), sœur du précédent
mariée en 1484 à Jean III d’Albret (1469 † 1516)

### Maison d'Albret
1484-1516 : Jean II d’Albret (1469 † 1516), sire d'Albret comte de Périgord, d’Armagnac et de Rodez, vicomte de Limoges et par mariage roi de Navarre, comte de Foix et de Bigorre, vicomte de Béarn.
mariée en 1484 à Catherine (1470 † 1517), sœur du précédent
1516-1555 : Henri Ier d’Albret (1502 † 1555), fils des précédents
marié en 1527 à Marguerite d'Angoulême, sœur du roi de France, François Ier
1555-1572 : Jeanne d’Albret (1528 † 1572), fille du précédent
mariée en 1548 à Antoine de Bourbon, duc de Bourbon et  de Vendôme.

### Maison de Bourbon-Vendôme
1572-1607 : Henri II de Bourbon (1553 † 1610), fils de la précédente
En 1589, il devient roi de France sous le nom d’Henri IV et rattache la Bigorre à la France en 1607.

## Juges-mages de Bigorre
Liste des juges-majes de Bigorre qui nous sont parvenus.
- 1488 Raymond de Cazarré
- 1545 Domenge de Mesmes
- 1550 Arnaud de Cazarré,
- 1568 le Sieur de Galosse,
- 1584 Pierre de la Barrière
- 1612 Jean de Pujo, seigneur de Caixon
- 1556 Jacques de Pujo, seigneur de Caixon
- 1684 Jean d'Aignan, baron de Castelvieilh
- 1704 Le baron de Castelvleilh, frère du précédent
- 1720 M. de Pujo-Verdun, seigneur de Lafitole
- 1730 Ambroise de Pujo
- 1770 M. de L'Assus de la Devèze, dernier juge-maje